# IDGAF
IDGAF  (аббревиатура от I Don't Give a Fuck с англ. — «Мне похуй») — песня английской певицы Дуа Липы c из её дебютного одноименного (Dua Lipa) студийного альбома (2017). Песня была написана самой Липой, MNEK, Larzz Principato, Скайлер Стоунстрит и Whiskey Water под продюсированием Стивена Козменюка, известного профессионально как Koz. Сингл был выпущен для цифровой загрузки и потоковой передачи 12 января 2018 года как восьмой и последний  с альбома. В  песни используется невозмутимый вокал, подкрепленный электрогитарным риффом с приглушенным звуком и милитаристской барабанной партией. С лирической точки зрения песня повествует о бывшем парне, который намеревается вернуться к Липе, прежде чем она отправит его на все четыре стороны.